# Ewa Śliwa
Ewa Śliwa, po mężu Kaniecka (ur. 13 września 1961) – polska lekkoatletka, specjalizująca się w skoku w dal, halowa mistrzyni Polski, reprezentantka Polski.

## Kariera sportowa
Była zawodniczką Calisii (1975-1980), Startu Łódź (1981-1986) i Calisii (1987-1988).
Na mistrzostwach Polski seniorek na otwartym stadionie zdobyła jeden medal - brązowy w skoku w dal w 1983. W  tej samej konkurencji wywalczyła dwa medale halowych mistrzostw Polski: złoty w 1983 i srebrny w 1984. 
W 1979 wystąpiła na mistrzostwach Europy juniorów, zajmując 8. miejsce w skoku w dal, z wynikiem 6,16. 
Rekord życiowy w skoku w dal: 6,31 (24.08.1978).